# Teichomyza
Teichomyza is een vliegengeslacht uit de familie van de oevervliegen (Ephydridae).

## Soorten
- T. fusca Macquart, 1835